# Real teatro de Glasgow
El Real teatro de Glasgow es el teatro más antiguo de la ciudad de Glasgow, y el que más tiempo lleva en activo en Escocia. Situado en el 282 de Hope Street, su puerta de entrada se encontraba en un principio en la esquina de Cowcaddens Street. Actualmente tiene capacidad para 1.541 personas y es propiedad de la Scottish Opera. El teatro fue abierto inicialmente en 1867, cambiando su nombre por el de Real Teatro en 1869. Es el lugar donde surgió Howard y Wyndham Ltd, propietarios y gerentes de teatros en Escocia e Inglaterra durante el siglo XX. Fue Simons quien, como empresario cultural de su época, también promovió la construcción de la Galería de Arte y Museo de Kelvingrove y la Exposición Internacional de Glasgow de 1888 (el Salón Internacional de la Ciencia, el Arte y la Industria).

## Historia
El teatro fue inaugurado en 1867 bajo el nombre de Royal Colosseum & Opera House por James Baylis. Baylis también fundó el Milton Colosseum Music Hall en Cowcaddens Cross y abrió el Scotia Music Hall, conocido más tarde como Metropole, en la Calle Stockwell en 1862. El teatro Royal y sus tiendas junto con el Alexandra Music Hall, fueron diseñdos por George Bell de la firma Clarke & Bell, quién se convirtió en el presidente Fundador del Instituto de Arquitectos de Glasgow.
Baylis presentó una variedad de funciones en su auditorio: pantomimas, obras de teatro, comedias, harlequinades y ópera. Esta mención temprana de la ópera parece significativa dado el rol del teatro desde 1975 como la casa de la Ópera Escocesa. A pesar de la importancia económica de la pantomima, la ópera seguía siendo considerada en los tiempos de Baylis como una "empresa comercial". De hecho, los archivos de registro de la Biblioteca Mitchell muestran que en otros lugares en Glasgow aparte del teatro Royal también se realizaron óperas. Por ejemplo, en 1868 se registraron 76 actuaciones de 23 óperas diferentes, por lo que investigaciones recientes subrayan cada vez más su la presencia y la importancia de la ópera a lo largo de los años. Muchas óperas, famosas y olvidadas, tuvieron su premier escocesa en el Teatro Real. Ciertamente, entre los teatros escoceses sobrevivientes, el Teatro Real parece estar muy por encima de los demás, incluso sobre de una lista selectiva de teatros.
En 1869, Baylis cedió el teatro a Glover & Francis quien previamente dirigió el antiguo Teatro Real de la calle de Dunlop, el cual había sido demolido para dar paso a la estación St Enoch. William Glover trajo el nombre del Teatro Real con él y su compañía de artistas, la orquesta y el personal del escenario.
En 1879 el auditorio fue destruido por un incendio y reconstruido en el estilo del diseño clásico renacentista francés por el renombrado arquitecto de teatros, Charles J. Phipps, creando tres galerías en lugar de dos y haciendo la entrada principal en la calle Esperanza en lugar de la carretera Cowcaddens. Continuó para acomodar cerca de 3000 personas. Ahora es el ejemplo de supervivencia más grande de una obra teatral de Charles Phipp en Gran Bretaña.
A principios de 1880 cierto número de administradores dirigieron esto hasta que se arreglaron con Baillie Michael Simons para que fuera puesto a disposición de dos mánager de actores, James Howard y Fred Wyndham, en 1888. Ellos anunciaron que además de obras de teatro, ópera y shows de verano, sería conocido sobre todo como una casa de pantomima, siendo los primeros en presentar los Cuarenta Ladrones. La nueva compañía, Howard & Wyndham, pasó a producir pantomimas alrededor de Gran Bretaña durante casi 80 años.
En 1895 la compañía se convirtió en Howard & Wyndham Ltd, se cotizó en las Bolsas de Valores y creció para poseer y operar el mayor grupo de teatros de calidad en Inglaterra y Escocia, con el Royal como insignia. En el mismo año un incendio destruyó el auditorio de nuevo, pero fue reconstruido seis meses después bajo la atención de Charles Phipps con pocos cambios visibles. Howard & Wyndham Ltd pronto añadió a su acumulación de teatros la construcción de Frank Matcham que diseñó el King’s Theatre a través del centro de la ciudad en 1904.
En 1957, fue vendido a la Televisión Escocesa en conjunto con Howard & Wyndham Ltd (quien trasladó sus propios espectáculos a su nueva insignia, el Teatro Alhambra en la Calle Waterloo) para la conversión del Royal en un Teatro Escocés de Televisión, estudios y oficinas, convirtiéndose en la casa principal para la red comercial ITV en el centro de Escocia.  Actuaciones de música en vivo, baile y comedia fueron transmitidos alrededor de Escocia y en red a las áreas de ITV al sur de la frontera. STV también transmitió conciertos y óperas de otros lugares y fue el primer y mayor patrocinador de la Ópera Escocesa iniciado por Sir Alexander Gibson en 1962.
En 1974, la televisión escocesa se trasladó al lado, a unas instalaciones construidas a su medida, y ofreció el Teatro Royal a la Ópera Escocesa, que lo adquirió con el apoyo del público, convirtiéndolo en su teatro local y en el primer teatro de ópera nacional de Escocia. Tuvo lugar entonces una importante reconstrucción y remodelación, que supuso la creación de una gran entrada, una nueva escalera principal, un espacio ampliado para dar cabida a cien instrumentos de la orquesta, bastidores amplios y camerinos modernizados. Al auditorio se le devolvió todo su esplendor y las yeserías volvieron a lucir su color crema, su dorado original y algunos detalles de color, mientras que las ornamentaciones del techo volvieron a ver resaltados sus colores originales de oro, crema y azul pálido. Se añadió papel tapiz de William Morris a las paredes principales. Fue reinaugurado en octubre de 1975 con una función de gala de Die Fledermaus, televisada en vivo.
Unos meses después el Teatro Real también se convirtió en la sede del Ballet Escocés, fundado en 1969, y pasó a ser la sede principal de la Compañía de Teatro Escocesa mientras ésta existió durante la década de 1980. Fue, cada año, una de las sedes principales del festival Mayfest y continúa atrayendo a compañías visitantes. Desde 1977 ha quedado registrado como edificio protegido de categoría A, de importancia arquitectónica e histórica. Es el mayor ejemplo de la arquitectura de Charles Phipps en Gran Bretaña.
En 1997, una remodelación financiada por la lotería permitió una renovación del cableado y una redecoración importantes. Las paredes de color rojo cereza, los asientos de color turquesa y las alfombras de color rojo y turquesa reemplazaron el diseño de 1975. En 2005, la Ópera Escocesa alquiló la gestión del teatro al Ambassador Theatre Group, aunque el edificio continúa acogiendo las audiciones de la Ópera Escocesa y del Ballet Escocés.
A partir de 2012, la financiación del Gobierno escocés, de la Lotería del Patrimonio y de otros organismos permitió a la Ópera Escocesa construir nuevos vestíbulos en la esquina de Hope Street y Cowcaddens, en parte en el sitio del antiguo Alexandra Music Hall. Con un coste de 14 millones de libras, se inauguró en diciembre de 2014 y es un edificio en gran parte elíptico que contiene nuevas entradas, vestíbulos, bares, cafetería, zonas de recepción, un espacio educativo y espacios de exposición patrimonial junto con ascensores a todos los niveles, incluida una terraza abierta en la azotea, y centrada por una escalera de caracol abierta.
Al ganar el concurso de diseño, los arquitectos de Page & Parque hicieron una observación:
Uno de los desafíos del diseño en equipo ha sido crear un rincón especial y memorable en el cruce de la Calle Hope y la Calle Cowcaddens. Esto será como si un poco del espléndido interior ha escapado y florecido en el borde de la calle, el auditorio y la linterna del cruce trabajando juntos para festejar la actuación en la ciudad. Será un edificio divertido para visitar (y estará abierto todo el día); escalar a través de los niveles será estimulante, guiando al visitante desde la entrada a los auditorios, pero al mismo tiempo enmarcando la ciudad alrededor.
El teatro es sede del Young Theatre Royal, que imparte clases para jóvenes de entre 3 y 18 años, en colaboración con el Showworks Theatre.